# Завет (филм)
Вижте пояснителната страница за други значения на Завет.
„Завет“ (на сръбски: Zavet) е сръбска комедия от 2007 година на режисьора Емир Кустурица, по негов сценарий. Главните роли се изпълняват от Урош Милованович и Мария Петрониевич.

## Сюжет
Действието във филма започва да се развива в малко сръбско село с трима жители: момчето Цане, дядо му Живойн и учителката Боса. Преценявайки, че внукът му е вече достатъчно зрял, Живойн решава да го прати в близкия град, за да продаде кравата Цветка, а с парите да си купи нещо и да си намери жена.

## В ролите
| Изпълнител        | Роля            |
| ----------------- | --------------- |
| Урош Милованович  | Цане            |
| Мария Петрониевич | Ясна            |
| Александър Берчек | Дядо Цане       |
| Лилиана Благоевич | Учителката      |
| Мики Манойлович   | Бос на мафията  |
| Стрибор Кустурица | Топаз           |
| Косанка Джекич    | Майката на Ясна |
| Владан Милошевич  | Руньо           |